# Clevo
Clevo Co. (chinesisch 藍天電腦, Pinyin Lán Tiān Diànnǎo – „Blauer-Himmel-Computer“, Börse Taipeh Nr. 2362) ist ein in Taiwan ansässiger OEM-/ODM-Hersteller von Notebooks, Tablet PCs und All-in-one-Computern. Das Unternehmen wurde 1983 gegründet und hat ca. 1.500 Beschäftigte. Seit dem Jahr 1997 werden die Aktien an der Börse in Taipeh gehandelt.
Zu Clevo gehören:
- Clevo (ODM für Notebooks)
- Chicony Electronics (Tastaturen)
- Hipro (Netzteile)
- Buynow (Kaufhäuser in China)

Außer konventionellen Notebooks produziert Clevo auch Hochleistungs-Notebooks (mobile Workstations).
Neben Lenovo, Dell und HP ist Clevo einer der wenigen Notebook-Hersteller, die auch spezielle Grafiklösungen für den CAD-Bereich anbieten, so etwa die mobilen Nvidia-Quadro-FX-Grafikkarten zur Unterstützung professioneller CAD-Software.
Clevo leitet seine Produkte als Barebone- oder Komplettgeräte direkt oder über wenige Distributoren (z. B. tronic5 mobile Computer GmbH, Sager Notebook Computer) an weitere OEMs oder System-Hersteller (z. B. Wortmann AG, Schenker Technologies) weiter.
Bis 2006 fand bei Clevo auch die Produktion für Alienware statt, welche nach der Übernahme durch Dell zu Quanta verlegt wurde.